# Zoonavena
Zoonavena ist eine Vogelgattung in der Familie der Segler (Apodidae). Bei den drei Arten dieser Gattung handelt es sich um recht kleine Segler. Die Verbreitungsgebiete liegen weit auseinander, der Hindusegler kommt auf dem Indischen Subkontinent vor, während die beiden anderen Arten auf Inseln westlich beziehungsweise östlich von Afrika endemisch sind: der Sao-Tomé-Segler auf São Tomé und Príncipe, der Malegassensegler auf Madagaskar und den Komoren.

## Merkmale
Die Körperlänge liegt zwischen 10 Zentimetern beim Sao-Tomé-Segler und 12 Zentimetern beim Malegassensegler. Alle Vertreter der Gattung weisen eine ähnliche Gefiederfärbung auf, sie sind dunkel mit Ausnahme heller Bereiche an den Unterschwanzdecken, dem Bauch und dem Bürzel. 
Die Zehen sind anisodactyl angeordnet. Der Schwanz ist gerade abgeschnitten. Die „Schwanzdornen“, die über die Fahnen der Steuerfedern hinausragenden Federkiele, sind im Vergleich zu anderen Vertretern der Tribus Chaeturini relativ dünn.

## Systematik
Ursprünglich galt der Malegassensegler als einzige Art der Gattung, die anderen Arten wurden der Gattung Chaetura zugeordnet. David Lack bildete Untergruppen für die damals artenreiche Gattung Chaetura und orientierte sich dabei an der Gefiederfärbung und der Verbreitung, allerdings ohne diese Untergruppen zu benennen, er ordnete dabei die heutigen drei Zoonavena-Arten einander zu. R. K. Brooke teilte 1970 die Gattung entsprechend dem Vorschlag Lacks auf.
Als nächste verwandte Gattung gilt Rhaphidura, Lack sah sogar den Sao-Tomé-Segler als Unterart des Sumpfseglers  (Rhaphidura sabini) an, diesen Standpunkt teilte Brooke aufgrund großer Unterschiede in der Gefiederfärbung nicht.
Die folgenden Arten werden der Gattung zugerechnet:
- Malegassensegler (Zoonavena grandidieri)
- Sao-Tomé-Segler (Zoonavena thomensis)
- Hindusegler, Indiensegler (Zoonavena sylvatica)